# Њу Сафок (Њујорк)
Њу Сафок (енгл. New Suffolk) насељено је место без административног статуса у америчкој савезној држави Њујорк.

## Демографија
По попису из 2010. године број становника је 349, што је 12 (3,6%) становника више него 2000. године.
| Група             | 2000.       | 2010.       |
| Белци             | 314 (93,2%) | 325 (93,1%) |
| Афроамериканци    | 4 (1,2%)    | 2 (0,6%)    |
| Азијати           | 1 (0,3%)    | 0 (0,0%)    |
| Хиспаноамериканци | 12 (3,6%)   | 22 (6,3%)   |
| Укупно            | 337         | 349         |